# 郭蛤蟆城
郭蛤蟆城，位于中国甘肃省会宁县，为一个省级文物保护单位，类型为古遗址。
郭蛤蟆城的历史年代为宋代。